# Карлош Сейшаш
Вижте пояснителната страница за други личности с името Карлош.
Жозѐ Анто̀нио Ка̀рлош Сѐйшаш (на португалски: José António Carlos de Seixas, изговяаря се по-близко до Жузе Антониу Карлуш Сейшаш) е португалски бароков композитор.

## Биография
Той е син на Франсишко Ваш, органист в катедралата на Коимбра, и Марселина Нунеш. През 1781 г., след смъртта на баща си, го замества. От 1720 г. живее в Лисабон и дава уроци по клавесин. Номиниран е за органист – място, което му позволява да свири в Кралската капела. Преподава и музика у най-знатните семейства.
Въпреки че е имал контакти с неаполитански музиканти, Сейшаш не възприема доминиращия за епохата италиански стил в музиката. Дори неаполитанският композитор Доменико Скарлати, който през 1721 г. пристига в Лисабон като първи маестро на Кралската капела и учител на инфантата Мария Барбара де Браганца, признава Сейшаш за най-добрия музикален педагог, когото познава.
Сейшаш се жени през 1732 г. и има двама сина и две дъщери.
Повечето от произведенията му са унищожени по време разрушителното за Лисабон земетресение през 1755. Съхранени са само три пиеси за оркестър, стотина клавирни сонати, и вокални литургични произведения (много по-консервативни в сравнение с неговата инструментална музика).